# Nukak
Os Nukak [nɨkãk] são um povo indígena que vive na floresta úmida tropical, entre os rios Guaviare e Inírida, no departamento do Guaviare, na Colombia.

## Aproveitamento do meio
São caçadores-coletores, nômades, praticam a pesca e a horticultura itinerante em pequena escala. Caçam, especialmente as diversas espécies de macacos (Alouatta spp., Cebus spp., Ateles sp., Lagothrix lagotricha, Callicebus torquatus, Cacajao melanocephalus, Saimiri sciureus, Saguinus nigricollis), e também aves (patos selvagens, jacus, mutuns, inhambus, jacamins e tucanos), com zarabatanas construídas de caules de palma e dardos com "manyi" (Curarea spp.), curare, o veneno especial para paralisar a vítima; usam ademais a zarabatana com tabletes cheios de látex para caçar aves colando suas penas e alas em pleno voo.
Com lanças de madeira da palmeira Socratea exorrhiza, caçam os caititus queixadas e os jacarés-do-pantanal, cujos ovos também consumam. Não caçam nem comem veados (Mazama americana, Odocoileus virginianus) ni antas, por considerar que pertencem  ao mesmo grupo de origem dos humanos. Capturam pacas; cutiaa; tatus; jabutis; rãs (em grande quantidade); caranguejos; camarões; caracóis; larvas de escaravelhos das palmeiras ("mun", Rhynchophorus spp.); larvas de varias espécies de vespa e ovos duma espécie de aranha.
Pescam com freqüência varias espécies de peixes, como pacus, pintados, traíras, tucunarés, peixes-gato, piabanhas, piranhas, e raias. Atualmente parte da pesca se realiza com cordel e anzol de metal, porem ainda pescam como tradicionalmente, com arco e flecha o arpões, armadilhas o samburás ("mei", gaiolas de água) e com timbó (Lonchocarpus spp., "nuún", raíz de uma liana que por conter certas sustâncias, se é ralada e agitada em pequenas correntes de água ou na estação seca, embasbaca a os peixes, que são então apanhados com as mãos).
Coletam mel de mais de vinte espécies de abelhas e grande quantidade de frutos, como os das palmeiras (Oenocarpus spp., Attalea spp., buriti), uma bananeira do mato, gravatás, ingás, "guaná" (Dacryodes peruviana), cumã-uaçu (Couma macrocarpa) y outras árvores, lianas e arbustos. Também o tubérculo da liana "düuyí" (Cissus sp.). Bebem a resina doce do "mupabuat" (Lacunaria sp.) e água dum cipó (Doliocarpus sp.).
A colheita de material vegetal inclui os elementos necessários para cobrir seus acampamentos o "wopyi" com folhas de bananeiras do mato e de palmeiras, fazer suas redes de descansos com fibra da palmeira tucumã, amarres (Heteropsis sp., Eschweilera sp., Anthurium sp.), zarabatanas (Iriartella setigera, Bactris maraja), arcos (Duguetia quitarensis), cabos de tocha (Aspidosperma sp.), dardos (espinhos de Oneocarpus sp.), invólucro para os dardos (folhas de Calathea sp.), algodão para assegurar os dardos (Pachira sp., Ceiba sp., Pseudobombax sp.), guayucos para hombre (Couratari guianensis), cestos (Heteropsis sp.), morrais descartáveis (Jessenia sp., Heliconia sp.), sabonete (Cedrelinga sp.), perfume (Myroxylon sp., Dacryodes peruviana) e diversos objetos como os raladores fabricados da raiz da palmeira Socratea exorrhiza.

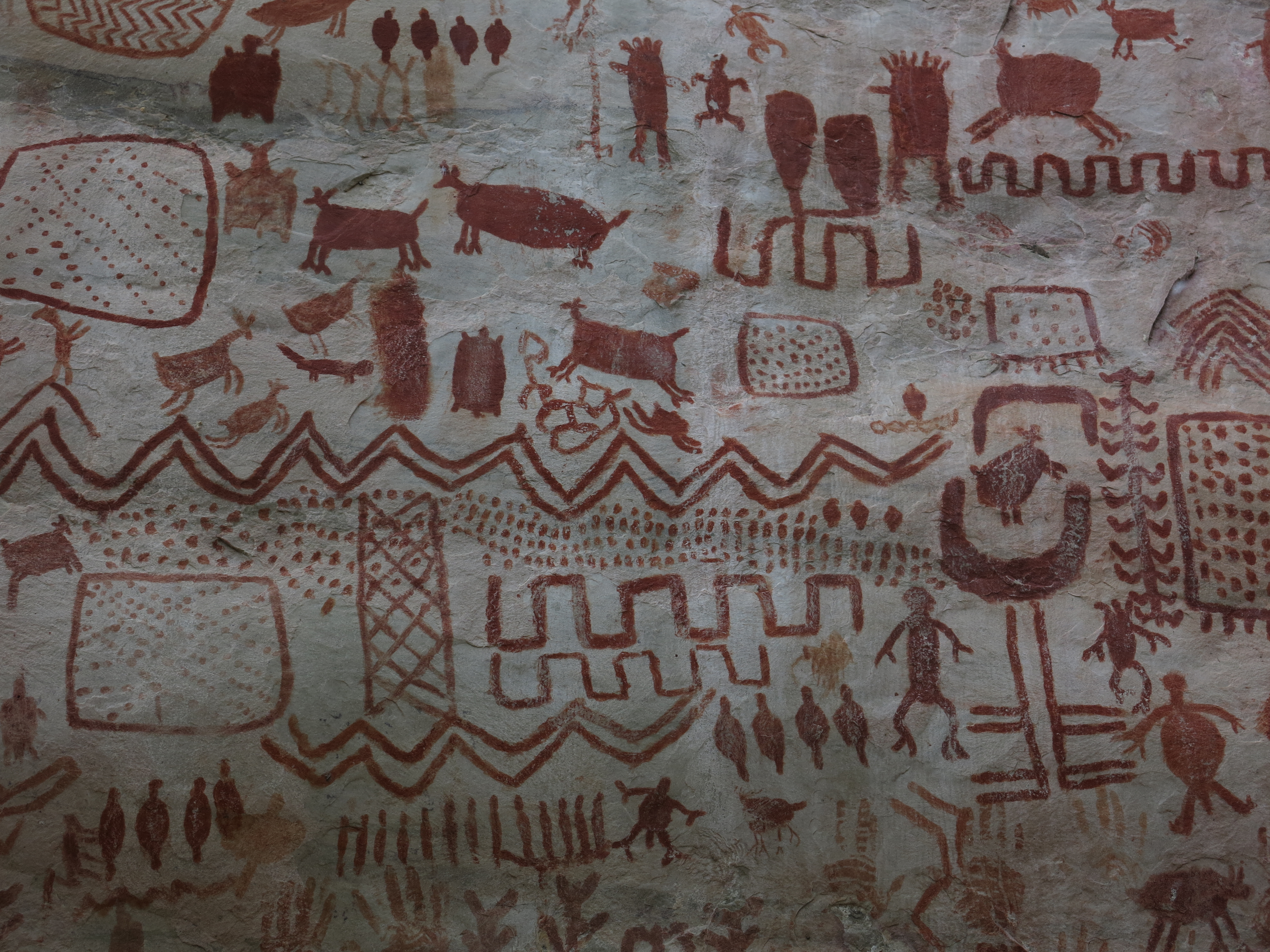
Segundo os Nukak, seus sus ancestros desciam desde o alto dos penhascos com cipos e fabricaram andaimes para disenhar estas pinturas rupestres ñekẽhat.

Com os dentes das piranhas fabricavam machadinhas, porem a maioría as têm substituídas pelas metálicas. Também praticavam a olaria, até 1990, fabricando pequenas panelas para levar em seus recorridos e outras grandes para deixar em sítios prefixados. Hoje preferem conseguir panelas metálicas. Quando não têm fósforos ou isqueiros, ainda usam paus especiais (Pausandra trianae) para produzir fogo. Antes fabricavam espelhos da resina de Trattinickia glaziovii; tochas de pedra e facas de guaduas.
Têm hortas em seu território, nas rotas que recorrem. Cultivam tradicionalmente para a alimentação, tubérculos como batata-doce (Ipomea batatas), taros (Xanthosoma violaceum, Colocasia sp.), inhames (Dioscorea sp.) e mandioca (Manihot esculenta). Também palmeiras de pupunha (Bactris gasipaes), abacaxi (Ananas comosus), pimenta (Capsicum chinense), uva caimarona (Pourouma cecropiifolia), biribazeiro (Rollinia mucosa), ucuje (Macoubea sp.), mamão (Carica papaya) e milho (Zea mays). En todas as hortas há banana (Musa paradisiaca) e cana de azúcar (Saccharum oficinarum). Recentemente tem introduzido na horta outras plantas, como a graviola (Annona muricata ) a papaia (Carica papaya) e o caju (Anacardium occidentale).
Também cultivam plantas para obter artefatos para a vida diária: as cuias (Crescentia cujete, Lagenaria siceraria, Melothria sphaerocarpa), para fazer recipientes; urucu (Bixa orellana) e crajiru (Arrabidaea chica) para colorir o corpo; e a cana-do-rio (Gynerium sagitatum), para fabricar flechas e arpões. O tabaco (Nicotina tabacum) se colhe para usos rituais.
Antes de plantar, os homens fazem a roça, tumba e queima dum área. Todas e todos os integrantes do grupo participam na semeadura e a safra. As mulheres dedicam mais tempo que os homens ao cuidado da horta. Teoricamente cada planta é de quem a semear.

## Aspectos sociais
O matrimônio, base dos grupos domésticos, se estabelece depois de que o homem tem cortejado formalmente à mulher com presentes aceitados e ela tem consentido morar com ele, preferencialmente com a família e o grupo da noiva. Para procurar casal, um homem deve passar por um ritual de iniciação no qual suporta diversos sofrimentos e dificuldades, demonstra as habilidades fundamentais para a subsistência e consume um alucinógeno (Virola sp.).
Cada Núkâk se considera parte de um clã patrilinear exógamo nüwayi designado pelo nome de um animal ou planta. Se considera o casal mais adequado o formado por primos cruzados, que pertecem a clãs diferentes, em tanto que os primos paralelos e os irmãos não podem juntar-se, pelo que cada homem busca mulher nos grupos onde as irmãs e tias maternas estão casadas e por tanto as solteiras são elegíveis. Se a mulher vive ainda na fogueira do pai, os presentes devem incluí-lo. Quando a mulher aceita, se estabelece no acampamento com o homem e quando têm um filho se consideram um casal formal, o qual determina mútuas relações de parentesco expressadas em direitos e deveres de reciprocidade. Um homem pode ter varias esposas mas predominam os que tem uma ou dois e são muito poucos os que chegam a três. Esta poligamia coexiste com uma poliandria temporal durante a gravidez, com o objetivo de melhorar as qualidades de quem vai a nascer.
Cada grupo doméstico faz parte dum grupo territorial win e se integra com outros para as lavores e a seguridade, segundo as distintas estações e situações. Têm sido identificados ao menos dez grupos territoriais Nükâk, integrado cada uno por 50 o 60 pessoas, que a maioria do ano não permanecem juntas senão se distribuem em grupos de caça e coleta de acordo com as estações climáticas e as situações de seguridade.
Todos os grupos se consideram a sua vez como gente -muno de uma das regiões de seu território: Miípa (río Inírida medio),Wayari (río Guaviare)Meu (coroa da cabeça, alto Guaviare) e Taka (peito, alto Inírida), e lembram os Wükü i mena, o grupo que liderou a migração ancestral desde leste até o Guaviare, chegou até o rio Itilha, e poderiam estar no Chiribiquete.
Em alguns eventos se reúnem grupos de diferentes regiões, mas antes praticam um ritual especial, entiwat, em que os grupos dançam frente a frente, se batem e ofendem e logo se abraçam, lembram com pranto a seus antepassados e expressam-se afeto. Os grupos praticam a troca ihinihat, especialmente porque não todos os recursos se encontram no mesmo território.

## Cosmologia
Consideram que existem três mundos: acima, no alto está hea; aquí, a floresta e a terra onde vivemos agora jee; e abaixo está bak. As pessoas vieram a este mundo desde "bak", junto com alguns animais e plantas. Kâk significa pessoa, e o prefixo "nü" se aplica àqueles que vêm de abaixo e agora vivem neste mundo. Outra parte dos animais e plantas sempre estiveram neste mundo e finalmente outras foram fruto da ação do herói cultural Mauro' . Em hea, além das estrelas vivem espíritos.
O Nükak saiu de bak  por um buraco cavado pela mulher Macharako. O buraco estava ao leste de seu território atual. Alguns Nükak consiguem a habilidade de se comunicar com os mundos acima e abaixo.  Esta comunicação pode fertilizar a terra e fazer as frutas e os alimentos abundantes. Um ancestral, Detyibena trotou em círculo e assim fez proliferar as plantas comestíveis, analogia da proliferação da floresta com a peregrinação de grupos no território.

## Língua
Os Núkâk falam uma língua tonal, que forma parte da família macu e está estreitamente relacionada com a língua dos Kãkwã, Cacua o Bará-Makú, falada no Querarí e Papurí, no Vaupés (Cathcart, M. 1979; Siverwood-Cope, P.L. 1990).
Tem seis vogais orais e seis nasais: /i/, /ɨ/, /u/, /ɛ/, /ɤ/, /a/. Apresenta onze fonemas consoánticos /p/; /b/ ([m] em ambiente nasal com vogal nasalizada; [bm] postnasalizada ao final da palabra); [t]; [d] ([n] em ambiente nasal com vogal nasalizada; [dn] postnasalizada ao final da palavra); /ʧ/; /ɟ/ ([ɲ] em ambiente nasal); /k/, /ɡ/ ([ŋ] em ambiente nasal); /ɹ/ (varia livremente com [ɺ], [l], [r]); /h/ (aspirada); [ʔ] (fechadura glotal).
Registra tons contrastantes alto y ascendente nos pies acentuados. O tom alto tem uma variante descendente quando a vogal em que recai o acento precede uma consoante oclusiva o a fricativa glotal /h/. Os pies não acentuados registram tom baixo. Cada tom modifica totalmente o significado da palavra.
O ordem corrente da oração é Sujeito-Objeto-Verbo, porem o sujeito pode não anteceder ao objeto, porque o verbo conjuga-se com prefixos pessoais e com sufixos de tempo e modo. Os casos expressam-se com sufixos nos substantivos (declinação). Assim, as preposições das línguas indo-europeias são posposições sufixadas.